# 香取神社 (春日部市藤塚)
香取神社（かとりじんじゃ）は、埼玉県春日部市の神社。

## 歴史
1578年（天正6年）に創建された。近くの東国寺を開山した光誉が、香取神宮より分霊を勧請して神社を創建した。当初は境内社だったが、後に現在地に移転した。
1872年（明治5年）、近代社格制度に基づく「村社」に列せられ、1906年（明治39年）の神社合祀により、周辺の2社が合祀された。現在の社殿は1974年（昭和49年）に建てられたものである。
当神社は河畔砂丘である藤塚砂丘上に所在している。

## 交通アクセス
- 一ノ割駅より徒歩12分。